# Neuton
Neuton Sérgio Piccoli (n. Erechim 14 de marzo de 1990) o simplemente conocido como Neuton, es un futbolista brasileño que juega en la demarcación de defensa para el Azuriz FC de la Campeonato Brasileño de Serie D.

## Trayectoria

### Grêmio
Neuton empezó a formarse como futbolista en las divisiones inferiores del Grêmio en 2008, después de jugar en el Ypiranga de Erechim. Su debut para el club lo hizo el 25 de abril de 2010, tras jugar los 90 minutos en un partido que acabó por victoria de 2–0 contra el Internacional para el Campeonato Gaúcho.
Neuton hizo su debut en la Série A el 8 de mayo, en un partido que acabó en empate a cero contra el Atlético Goianiense. Su primer gol con el club fue el 20 de noviembre, marcando el primer gol para el equipo en el partido contra el Atlético Paranaense que acabó con un resultado de 3-1.

### Udinese
El 28 de julio de 2011, Neuton se unió al Udinese de la Serie A tras firmar un contrato por cinco años. Hizo su debut para el equipo el 16 de agosto, perdiendo contra el Arsenal por 0-1, en un partido de clasificación para la Liga de Campeones de la UEFA 2011-12.
Neuton hizo su debut en liga el 11 de septiembre de 2011, tras entrar sustituido en los últimos minutos en un partido con victoria por 2–0 contra el Lecce. Sin embargo, solo jugó cuatro partidos de liga en la temporada 2011/12.

#### Watford
Neuton se unió a la disciplina del Watford tras ser cedido por una temporada el 31 de agosto de 2012. Hizo su debut contra el Bolton Wanderers el 15 de septiembre.

#### Chapecoense
El 2 de abril de 2014 Neuton se unió al Chapecoense en calidad de cedido hasta diciembre. Fue usado principalmente como recambio de Douglas Grolli y Jailton, jugando tan solo nueve partidos con el club.

#### Granada
El 31 de agosto de 2015 Neuton fue cedido al Granada CF de la Primera División de España por un año. Jugó un total de dos partidos con el club, ambos en la Copa del Rey ante el CD Leganés y el Valencia CF.

#### Albacete
El 1 de febrero de 2016 se concretó su fichaje por el Albacete Balompié en calidad de cedido hasta junio de 2016.

## Clubes
| Club                       | País       | Año         | Partidos | Goles |
| -------------------------- | ---------- | ----------- | -------- | ----- |
| Grêmio                     | Brasil     | 2010 - 2011 | 36       | 1     |
| Udinese Calcio             | Italia     | 2011 - 2012 | 9        | 0     |
| Watford FC                 | Inglaterra | 2012 - 2013 | 9        | 0     |
| Udinese Calcio             | Italia     | 2013 - 2014 | 0        | 0     |
| Chapecoense                | Brasil     | 2014        | 10       | 0     |
| Udinese Calcio             | Italia     | 2014 - 2015 | 0        | 0     |
| Granada CF (cesión)        | España     | 2015 - 2016 | 2        | 0     |
| Albacete Balompié (cesión) | España     | 2016        | 0        | 0     |
| AC Pistoiese               | Italia     | 2016 - 2017 | 24       | 0     |
| Doxa Katokopias            | Chipre     | 2017 - 2018 | 16       | 0     |
| EC Juventude               | Brasil     | 2018        | 15       | 0     |
| EC Novo Hamburgo           | Brasil     | 2019        | 11       | 2     |
| Londrina EC                | Brasil     | 2019        | 1        | 0     |
| Botafogo FC                | Brasil     | 2019 - 2020 | 4        | 2     |
| Ypiranga FC                | Brasil     | 2020        | 2        | 0     |
| Azuriz FC                  | Brasil     | 2021 -      | 1        | 0     |

## Palmarés

### Campeonatos nacionales
| Título            | Club   | País   | Año  |
| ----------------- | ------ | ------ | ---- |
| Campeonato Gaúcho | Grêmio | Brasil | 2010 |